# Wiyoro
Wiyoro is een bestuurslaag in het regentschap Pacitan van de provincie Oost-Java, Indonesië. Wiyoro telt 2320 inwoners (volkstelling 2010).